# Oenothalia mediostrigata
Oenothalia mediostrigata là một loài bướm đêm trong họ Geometridae.